# Gregg Diamond
Gregg Diamond (* 4. Mai 1949 als Gregory Oliver Diamond in New York, New York; † 14. März 1999) war ein US-amerikanischer Disco-Produzent, -Komponist und -Musiker. Das Musikmagazin Billboard bezeichnete ihn als „einen wahren Pionier der Disco-Musik“.

## Karriere
Gregg Diamond hatte bereits einige Jahre im Musikgeschäft gearbeitet, bevor ihm in der zweiten Hälfte der 1970er Jahre im Zuge der Disco-Welle der Durchbruch als Produzent und Musiker gelang. Als Drummer arbeitete unter anderem für die Folk-Sängerin Melanie und den Singer-Songwriter Michael Wendroff. 1972 war er Mitglied der Gruppe Five Dollar Shoes, die ein Album veröffentlichte und sich danach auflöste. Außerdem gehörte Diamond zur Band The Principal Creatures rund um den Glam-Rock-Sänger Jobriath. In dieser Funktion spielte er auch auf dessen zweitem Album Creatures of the Street.
Diamonds Durchbruch gelang 1976 mit einer Albumproduktion für die eigentlich als Pornodarstellerin bekannt gewordene Sängerin Andrea True. More, More, More enthielt mit dem von Diamond geschriebenen Titelsong einen weltweiten Hit, der sich als Disco-Klassiker etablierte und über die Jahrzehnte auch in zahlreichen Filmen Verwendung fand. Diamond arrangierte sämtliche Aufnahmen der LP, außerdem spielte er unter anderem Piano und Percussion. Gemixt wurde das Album von Tom Moulton. Mit True feierte Diamond weitere kleinere Hits: Party Line (1976) und N.Y. You Got Me Dancin' (1977) standen hoch in den amerikanischen Disco-Charts.
Noch 1976 folgte eine Zusammenarbeit mit George McCrae auf dessen Album Diamond Touch. Danach gründete Diamond sein Studio-Projekt Bionic Boogie, das ihm mit wechselnden Musikern einige Hits in den Disco-Charts bescherte. Besonders erfolgreich war die erste LP Bionic Boogie (1977), die sich als einzige seiner Werke auch in den Top-100 der Billboard-Album-Charts platzieren konnte. Besondere Aufmerksamkeit erhielt das Cover des Albums, das eine futuristisch gekleidete Frau zeigt, die an einem mit ihrer Brust verbundenen Metallregler dreht und so scheinbar langsam die Temperatur oder Lautstärke in ihrem Körper erhöht. Die Songs Dance Little Dreamer/Risky Changes standen 1978 drei Wochen auf Platz eins der Disco-Charts, die folgenden Alben Hot Butterfly (1978, unter anderem mit Luther Vandross) und Tiger Tiger (1979, u. a. mit Jocelyn Brown) waren ebenfalls in den Diskotheken gefragt. Diamond veröffentlichte auch unter seinem Namen zwei Alben; Star Cruiser (1978) schaffte den Sprung in die Top-10. Als Produzent wurde Diamond 1977 für Gloria Gaynors Album Glorious verpflichtet.
Nachdem die Disco-Welle ihren Höhepunkt überschritten hatte, zog sich auch Diamond aus dem Geschäft zurück. Er verstarb 1999 an einer gastrointestinalen Blutung.

## Diskografie

### Alben
als Gregg Diamond
- 1978: Starcruiser (Marlin/T.K.)
- 1979: Hardware (Mercury)

als Bionic Boogie
- 1977: Bionic Boogie (Polydor)
- 1978: Hot Butterfly (Polydor)
- 1979: Tiger Tiger (Polydor)